# Edvard Carleson
Edvard Henrik Carleson, i riksdagen kallad Carleson i Stockholm, född 16 november 1820 i Klockrike församling, Östergötlands län, död 1 april 1884 i Klara församling, Stockholms stad, var en svensk politiker, justitieråd, riksdagsman 1850–1865 och 1873–1884 samt justitiestatsminister från den 4 maj 1874 till den 11 maj 1875.

## Biografi
Edvard Carleson föddes på Valstad i Klockrike socken som son till godsägaren och överstelöjtnanten Jacob Carleson av adelsätten Carleson och Liboria Fredrica Leonora Harmens född i släkten Harmens. Efter juridiska studier i Uppsala gjorde han karriär som jurist i bland annat Svea hovrätt och justitiestatsexpeditionen. Han var sedan justitieråd i Högsta domstolen 1860–1884 med undantag för det år då han på Oscar II:s begäran ryckte in som justitiestatsminister.
Som tillhörande adeln bevistade han ståndsriksdagarna från 1850. Han umgicks i liberala kretsar med blick för tidens frågor om religionsfrihet och näringsfrihet. Enligt De Geers memoarer understödde Carleson också representationsförslaget om tvåkammarriksdagen. Ministären Carlesons mindre vänliga hållning mot lantmannapartiet vållade dess fall. Carleson återgick till Högsta domstolen. 1873 valdes han av norra Kalmar läns landsting till riksdagens första kammare och fungerade i denna egenskap till sin död. Han var vice talman 1878. 1868–1874 var han ordförande för Nya Trollhätte kanalbolag.
Carleson gifte sig 1863 med Louise Arfwedson, med vilken han hade sex barn. Alice Habsburg var en dotterdotter. Han avled 1884 i Stockholm och är begravd på Norra begravningsplatsen utanför Stockholm.